# Треббьяно
Треббьяно (устар. Треббиано; итал. Trebbiano), или Уньи-блан (фр. Ugni blanc) — семейство технических сортов белого винограда, известных своей высокой урожайностью и способностью адаптироваться к самым разнообразным терруарам. Самый распространённый белый виноград в Италии (которая считается его родиной) и во Франции. Треббьяно даёт нейтральное вино, которое идеально подходит для бренди, а также для купажирования с виноматериалами из сортов винограда, обладающих более ярко выраженными органолептическими характеристиками.
В Италии известны около тридцати сортов, чьё название начинается со слова «треббьяно». Обычно под треббиано понимается тосканская вариация (Trebbiano Toscano / Trebbiano di Soave), которой были засажены в 2010 году итальянские виноградники общей площадью 22,7 тыс. га. В Эмилии-Романье преобладает Trebbiano Romagnolo (15,9 тыс. га), а в Умбрии — Trebbiano Spoletino (10,6 тыс. га). Из остальных вариаций значимы T. Giallo (в области Лацио), T. d’Abruzzo (в области Абруццо) и T. Modenese (идёт на производство моденского бальзамика).
По состоянию на 2017 год Треббьяно (трактуемый как единый сорт) уверенно входит в десятку самых распространённых сортов винограда в мире (как столовых, так и технических) и в пятёрку самых распространённых технических белых сортов. 

## История
Единое происхождение сортов под названием «треббьяно» сомнительно. Предполагается, что тосканский треббьяно происходит с северо-востока Италии: в 2008 году было продемонстрировано его близкое родство с сортом гарганега, распространённым в североитальянских провинциях Верона и Виченца. Не исключено, что название сорта происходит от реки Треббия.
В литературе можно встретить множество гипотез о древнем происхождении треббьяно, ни одна из которых не является доказательной. Достоверно известно, что лоза под названием Trebiano упоминается болонцем Петром Кресценцием в трактате 1303 года, однако её соотношение с современными сортами семейства Треббьяно не выяснено. Предполагают, что во Францию лоза была занесена во время авиньонского пленения пап, хотя первые её упоминания во французской литературе относятся только к началу XVIII века.
Всплеск интереса виноградарей Италии и юга Франции к треббьяно связан с обновлением виноградников по причине нашествия филлоксеры (рубеж XIX и XX веков). Хорошая сопротивляемость уньи-блана мучнистой росе и серой гнили вкупе с относительно поздним весенним пробуждением (распусканием почек), которое позволяет избежать вымерзания побегов, заставили производителей виноматериалов для французского бренди (коньяк, арманьяк) переключиться на этот сорт с распространенного ранее фоль бланша. 
К середине XX века треббьяно вытеснил из купажей классических красных вин Центральной Италии (монтепульчанское вино, кьянти) традиционную мальвазию. При этом использовалась наиболее урожайная и безликая разновидность треббьяно, завезённая в Тоскану с виноградников Соаве. Это во многом предопределило кризис тосканского виноделия и падение рейтинга местных вин в 1970-е годы. К тому времени почти любая бутылка итальянского белого вина содержала определённый процент треббьяно. С учётом высокой урожайности лоз, на рубеже XX и XXI веков наибольшая доля белого вина в мире приходилась именно на этот виноград.
Начиная с 1990 года наблюдается неуклонное сокращение площадей, засаженных треббьяно, что отчасти обусловлено снижением интереса потребителей к бренди. По сведениям «Оксфордского винного справочника» за 20 лет треббьяно по занимаемым площадям с 6-го места в мире отпустился на 9-е.

## Описание сорта

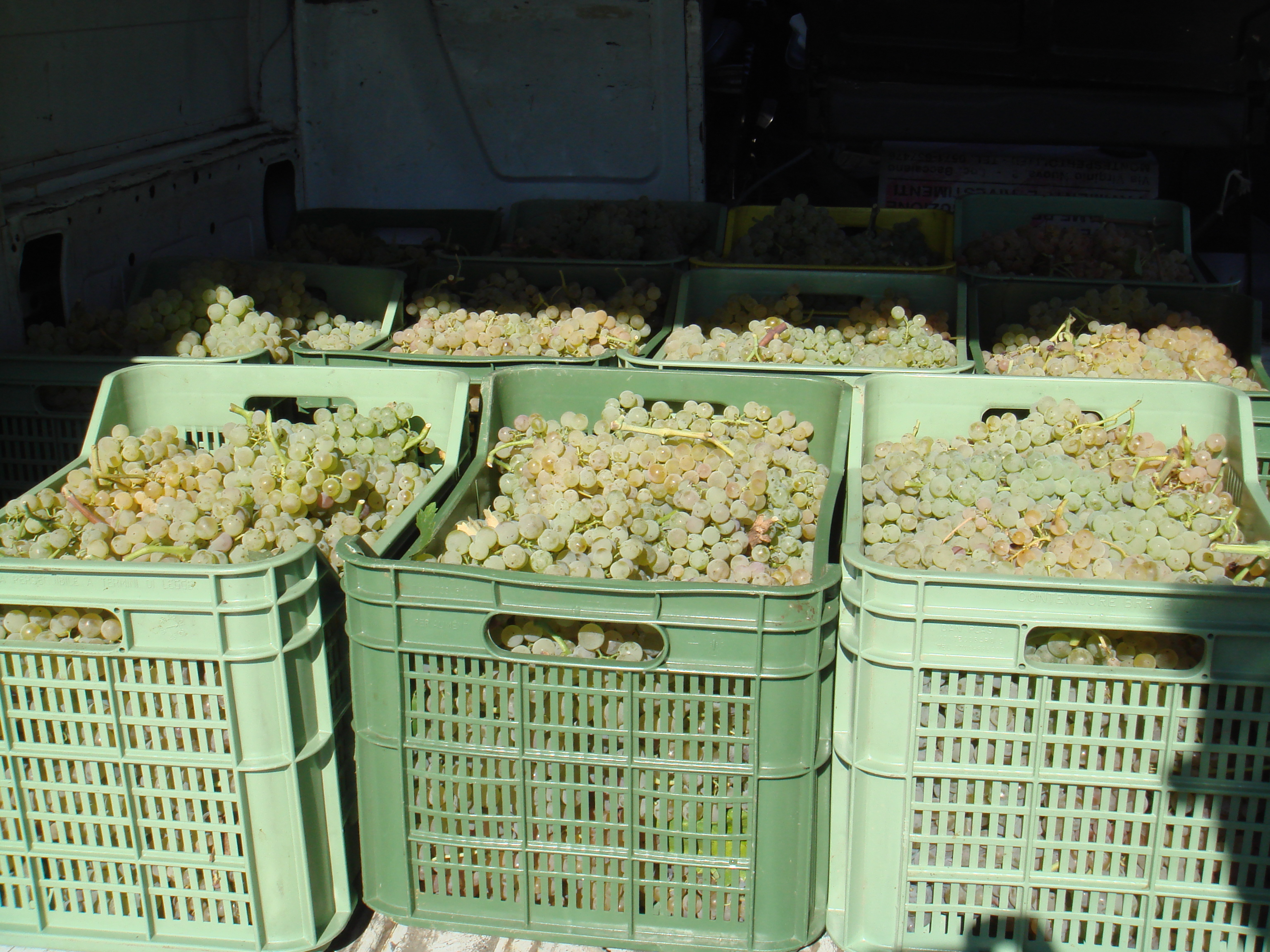
Урожай треббьяно

Кусты среднерослые. Листья средние и крупные, трёх- или пятилопастные. Черешковая выемка открытая, лировидная или закрытая, с эллиптическим просветом. Цветок обоеполый. Грозди средние, конические, среднеплотные и плотные. Устойчивость к болезням средняя. Сравнительно засухоустойчив.

## Распространение
Треббьяно разрешён к использованию в более чем 80 итальянских апелласьонах (DOC) — чаще, чем любой иной сорт винограда. При этом семь аппелласьонов вынесли слово «треббьяно» в своё название и соответственно специализируются именно на этом винограде.
Сорта семейства треббьяно занимают не менее 50 000 га виноградников и производят не менее трети белого вина в Италии. 
В районе Сирмионе (южный берег озера Гарда) в рамках аппелласьона Лугана вырабатываются самые разнообразные (сухие, сладкие, игристые) вина из тосканского треббьяно, именуемого здесь «турбиана» (Turbiana / T. di Luganа). Разновидность «проканико» выращивается в провинциях Умбрия и Лацио, в основном в районе города Орвието, где используется в купажах местных вин; часто идёт на производство десертного вина (Vin Santo).
Во Франции тот же виноград именуется уньи-блан (в Шаранте — сент-эмильон в честь одноимённого города) и занимает не менее 80 000 га виноградников — площади в два раза большие, чем знаменитый шардоне. Выращивается главным образом в южной части страны, так как севернее не успевает созреть и даёт слабоалкогольные виноматериалы пониженной экстрактивности. Под названием уньи-блан возделывается и в Южной Америке (не менее 2000 га в Аргентине), а также в Мексике (идёт на производство бренди).  В Восточной Европе наибольшие площади (не менее 20 000 га) треббиано занимает в Болгарии.

## Применение
Используется для приготовления белых столовых вин и коньячных виноматериалов. Моносепажное вино из треббиано (как и других высокоурожайных сортов типа айрена и макабео) не особо выразительно и непригодно для длительного хранения, поэтому производится в ограниченном количестве. Вместе с тем виноград хорошо подходит для купажей. Высокая кислотность и слабый аромат благоприятствуют использованию уньи-блана для производства гасконского бренди (коньяк, арманьяк).